# Astyanaks
Astyanaks – w mitologii greckiej syn Hektora i Andromachy; był także nazywany przez ojca Skamandriosem (od boga rzeki Skamander, która opływała Troję).
Aby uniemożliwić spełnienie się przepowiedni, według której Astyanaks miał odbudować Troję po jej zniszczeniu przez zdobywców, Odyseusz (według innej wersji Neoptolemos) zabił go zrzucając z murów miejskich.
Według Kroniki Fredegara, Astyanaks, pod nowym imieniem "Frankus", zakłada dynastię Merowingów i tym samym staje się przodkiem Karola Wielkiego oraz państwa Franków.